# TumbleSeed
TumbleSeed est un jeu vidéo d'action indépendant, créé par le développeur Benedict Fritz et le concepteur Greg Wohlwend, dans lequel le joueur équilibre une graine roulante sur une vigne horizontale, passant à travers divers obstacles générés de manière procédurale pour atteindre le sommet d'une montagne. Il est basé sur le jeu d'arcade mécanique Ice Cold Beer et construit en partie grâce au programme d'incubation de jeux Cards Against Humanity. TumbleSeed a été publié en mai 2017 avec des critiques généralement favorables sur les plates-formes MacOS, Nintendo Switch, PlayStation 4 et Windows. Les critiques, en particulier, ont apprécié leur sens haptique de la graine de roulement du sensible HD Rumble de la Nintendo Switch. De nombreux critiques ont noté TumbleSeed comme intense et parfois d'une injuste difficulté, problème que les développeurs espéraient régler dans une mise à jour après la sortie du jeu. D'après eux les lentes ventes du jeu découlent de cette problématique et de la réception plutôt tiède du jeu auprès des joueurs. Ils restent fiers de leur travail.

## Gameplay
TumbleSeed commence dans un village forestier tranquille perturbé par des créatures en colère créant des trous dans le sol. Une graine est chargée d'accomplir une vague prophétie en gravissant la montagne, en progressant à travers la forêt, la jungle, le désert et la neige, pour sauver la ville. ,  Le joueur contrôle une vigne ascendante, horizontale et inclinée pour équilibrer une graine roulante au-delà des trous générés de manière procédurale et des obstacles ennemis pour atteindre le sommet d'une montagne.  Avec une manette, le joueur utilise deux bâtons analogiques pour élever et abaisser les deux bords de la vigne horizontale  tout en gérant l'élan de la graine.  Si la graine tombe dans un trou ou frappe un ennemi, le joueur perd une vie ("cœur") et reprend à partir d'une position antérieure, mais le jeu se termine une fois que le joueur est à court de cœurs. Certaines punitions sont plus sévères : une graine qui tombe dans un trou reprendra à partir du dernier point de contrôle signalé, mais si la graine entre en collision avec des pointes ou perd tous les cœurs, le jeu se termine et le joueur retourne au bas de la montagne pour réessayer. 
En gravissant la montagne, le joueur active des capacités de mise sous tension utiles en collectant et en plantant des minéraux dans des parcelles marquées.  Bien qu'il y ait plus de 30 capacités au total,  le joueur commence avec les quatre de base : Flagseed crée un point de contrôle supplémentaire (au lieu de régresser plus bas dans la montagne en perdant un cœur), Heartseed crée des cœurs supplémentaires à partir de minéraux, et la capacité Crystal génère des minéraux à partir de plusieurs parcelles. La vigne épineuse protectrice à usage unique de Thornvine peut blesser les ennemis si elle est correctement alignée, bien que certains ennemis aient besoin de plus d'un coup pour mourir, et le joueur perd toutes les épines en perdant un cœur. Au fur et à mesure que le jeu progresse, le joueur collecte des capacités supplémentaires, telles que Flailflower, qui transforme la graine en une ancre pour un fléau hérissé, et Floodfruit, qui remplit les trous environnants avec de l'eau pour un passage facile.  Ainsi, le joueur pèse constamment s'il doit utiliser les minéraux de manière offensive (pour éliminer les ennemis), défensivement (pour contourner les sections difficiles), ou pas du tout.  
Après avoir terminé une partie de la montagne, le joueur atteint un  camp de base intermédiaire avec de multiples opportunités pour collecter de nouvelles capacités. Le joueur peut échanger des minéraux contre des capacités dans le magasin et choisir entre deux capacités pour recevoir gratuitement.  Le camp de base contient également des mini-jeux, tels qu'un champ de tir, un appareil de jeu et des quêtes secondaires facultatives, qui récompensent le joueur avec des raccourcis vers les étapes ultérieures des parties ultérieures pour avoir terminé des défis tels que terminer un niveau dans un délai ou sans recevoir des dommages. ,
Certains ennemis se déplacent selon des schémas prévisibles et d'autres chassent le joueur. Ils ressemblent à des larves, des vautours ou encore des araignées. En gravissant la montagne, le joueur traverse des biomes thématiques, tels qu'une forêt, un désert et de la neige, et chaque section de la montagne introduit de nouveaux ennemis qui obligent le joueur à modifier sa stratégie. TumbleSeed est représenté dans un style artistique simple et coloré. Ses personnages sont des créatures borgnes en forme de graine qui ont parfois des chapeaux. Leur dialogue est visualisé avec des bulles, du texte et des emoji. De plus, TumbleSeed comprend d'autres fonctionnalités, notamment des quêtes, des classements et des défis quotidiens. 
La mise à jour Four Peaks ajoute plusieurs éléments pour rendre le jeu plus convivial, notamment des niveaux d'entraînement, un défi hebdomadaire et des avantages qui persistent entre les parties. Le mode Battle, exclusif à la version Nintendo Switch, est un mode de style King of the Hill permettant à deux joueurs de s'affronter pour tenir une zone définie le plus longtemps. 

## Développement

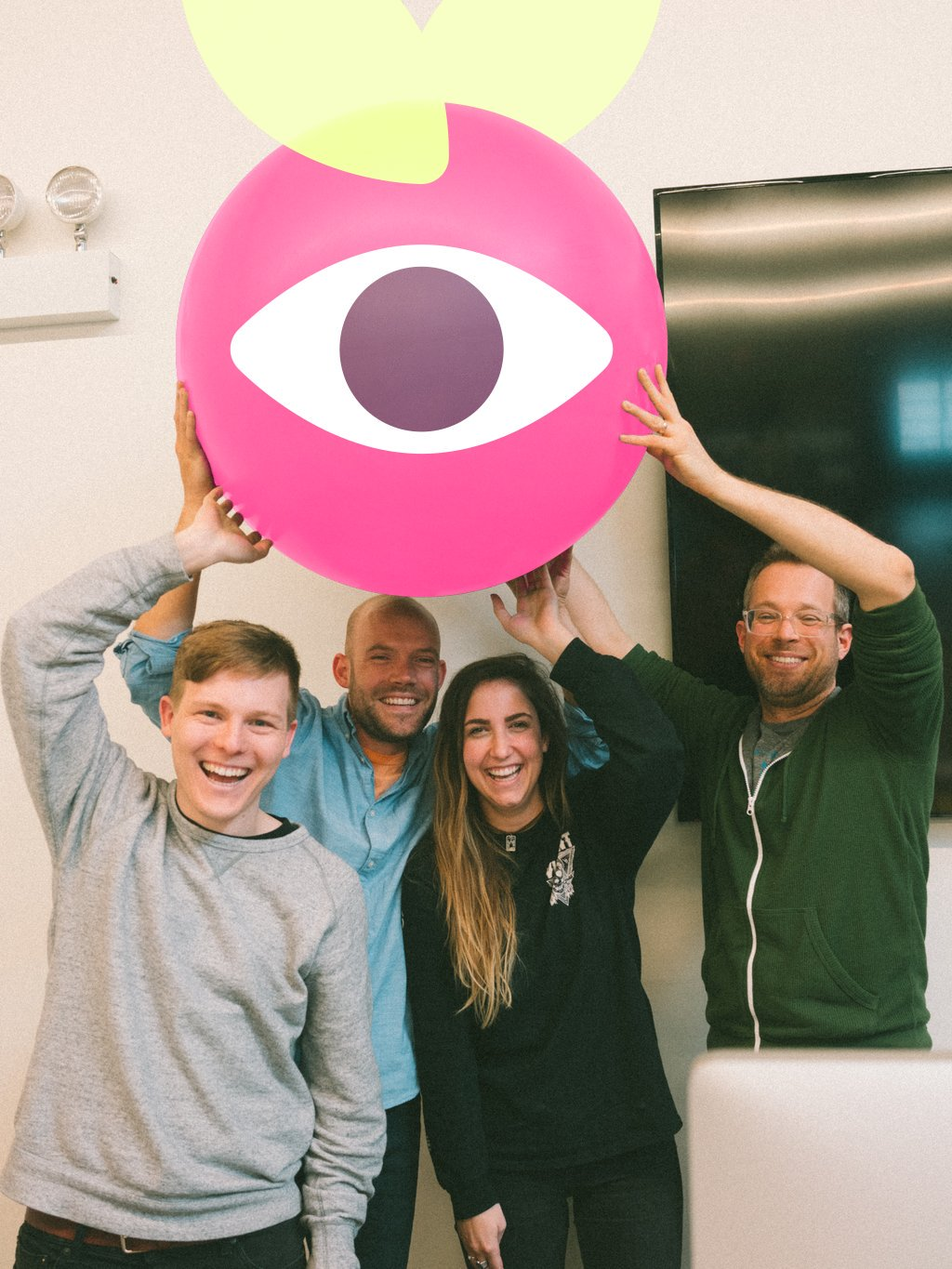
Équipe de développement de TumbleSeed

Le jeu est basé sur Ice Cold Beer, un jeu d'arcade mécanique dans lequel le joueur contrôle les extrémités d'une tige métallique pour soulever verticalement une boule métallique roulante dans une armoire en bois tout en évitant les trous creusés dans le bois. , L'équipe de développement indépendante basée à Chicago a trouvé la machine à une arcade où ils ont joué de manière compétitive le jeu vidéo 2013 Killer Queen. Le développeur Benedict Fritz a ensuite prototypé une version de Ice Cold Beer dans le moteur de jeu Unity avec un simple fond blanc et des trous noirs et circulaires. Son ami, le designer Greg Wohlwend, qui avait déjà travaillé sur Threes and Ridiculous Fishing, a vu une courte vidéo en ligne du prototype de Fritz et les deux ont commencé à travailler ensemble sur le projet en ajoutant des ennemis, un monde dans le jeu et des niveaux générés de manière procédurale. Leurs prototypes comprenaient l'exploration de donjons et le monde ouvert, des explorations de genre d'action-aventure. Ils ont passé deux ans à concevoir le titre et ont voulu honorer et contribuer à l'héritage d'Ice Cold Beer.  Ils ont également travaillé à travers un programme d'incubation de jeux Cards Against Humanity  et plusieurs autres développeurs indépendants basés à Chicago ont rejoint la production: David Laskey, Jenna Blazevich et le compositeur Joel Corelitz.   Basé sur la nature libre et collaborative du projet, Metro a appelé le pedigree du jeu "aussi indé que le jeu indépendant peut l'être".  L'équipe a publié une bande-annonce promotionnelle en août 2016 avant une démo au salon de jeu PAX West. 
Avec l'annonce de la Nintendo Switch, l'équipe de développement a cherché à devenir une démonstration "phare" de la fonction HD Rumble de la console,  dans laquelle le joueur "ressent" de manière proprioceptive les textures du jeu à travers les vibrations affinées de la manette. Les développeurs pensaient que la "vibration haute fidélité" de la Switch offrait aux joueurs un plus grand sens des détails dans le jeu avec une meilleure perception de la vitesse et de la direction de la graine.  Ils ont appelé à froid Nintendo et ont commencé à travailler ensemble en juin 2016, avant l'annonce de la Switch. ,  Le concepteur Greg Wohlwend a vu le jeu comme partageant les attributs classiques de Nintendo, y compris une large palette de couleurs, l'accessibilité et la difficulté. Nintendo, à l'époque, dégelait ses relations avec les développeurs indépendants en supprimant les restrictions de développement sur leurs consoles.  Wohlwend a déclaré que leur partenariat était positif et que le portage du code du jeu sur la plate-forme Switch était indolore.  Initialement prévu pour la sortie en 2015,  TumbleSeed a été publié le 2 mai 2017, sur les plates-formes Nintendo Switch, MacOS, PlayStation 4 et Windows.  La version Nintendo Switch comprend un mode de combat exclusif de type King of the Hill. 

## Réception
Le jeu a reçu des critiques "généralement favorables", selon l'agrégateur de critiques de jeux vidéo Metacritic. Les critiques ont recommandé le jeu, en particulier, pour de courtes périodes de jeu avec le mode portable de la Nintendo Switch. , Les critiques ont considéré le HD Rumble du commutateur Nintendo comme un bon ajustement pour la mécanique et l'esthétique de roulement de noyau du jeu. , Nintendo Life a dit que HD Rumble a fait du mode portable de la Switch "la meilleure façon de jouer" à TumbleSeed.  Sa sensation haptique se rapprochait de la façon dont il se sentait jouer à Ice Cold Beer.  Les critiques ont également comparé le concept de Ice Cold Beer au mécanisme de base de Shrek n 'Roll (2007)  et des puzzles de labyrinthe en plastique portables. 
Plusieurs critiques ont commenté la difficulté de jeu ,,,    et la progression inégale de la difficulté. , TumbleSeed s'arrête avant le genre "masocore " des jeux difficiles à punir, mais ses contrôles imprécis exigent néanmoins de la patience pour développer la compétence et la maîtrise.  À un niveau fondamental, Eurogamer a trouvé les commandes "exaspérantes et hypnotisantes",  et Polygon, par frustration, a voulu contrôler directement la graine.  Le joueur multitâche est fait pour "ne jamais se sentir en sécurité" entre l'équilibrage des ennemis envahissants, les apparitions d'ennemis imprévisibles, les contrôles précaires et les morts faciles,  tout en gérant les ressources en cristal.  Polygon considérait que les éléments stratégiques du jeu, comme décider de passer à l'attaque ou à la défense, étaient son aspect le plus intéressant.  D'autres ont porté sur l'art de TumbleSeed ou la mécanique de mouvement, comme la critique de Wired, qui a apprécié le lent processus d'apprentissage de la meilleure façon de naviguer dans le jeu et a en plus trouvé un nouvel aspect à apprécier chaque fois qu'elle a joué.  Certains étaient en désaccord quant à savoir si le défi du jeu était approprié et jamais malveillant,  ou souvent déséquilibré et frustrant par rapport à ses récompenses.  Le caractère aléatoire des pouvoirs à choisir à chaque camp de base a également contribué à une difficulté inégale entre les parties. 
Metro a soutenu que bien que TumbleSeed ait été commercialisé comme un roguelike, mis à part ses niveaux générés de manière procédurale, il était plus proche du genre des jeux d'arcade traditionnels.  Bien que comme les roguelikes, les erreurs des joueurs sont coûteuses et impitoyablement punies en renvoyant le joueur au début de la partie. Polygon a écrit que bien que ce mécanisme soit acceptable, le fait de perdre toutes les améliorations équipées en perdant un seul cœur était dur. 
The Guardian a vu "une ligne de démarcation évidente" entre le travail antérieur du concepteur Greg Wohlwend et les visuels colorés, simples et mignons de TumbleSeed.  Les critiques ont écrit que "l'art brillant et la musique joyeuse" ont rendu l'environnement invitant  et vivant,  bien que pas mémorable au point d'en oublier son gameplay ardu.  Certains critiques ont eu du mal à distinguer visuellement les objets cosmétiques et actifs. ,  Il a rappelé visuellement l'art de Patapon, selon Nintendo Life.  TumbleSeed a reçu une mention honorable pour "Excellence en Audio" à la conférence des développeurs de jeux 2017.

## Post-sortie
Un mois après la sortie, les développeurs ont travaillé pour rendre le jeu moins difficile, en réponse aux critiques. Dans un article post-mortem publié à côté d'un ensemble de mises à jour, le développeur TumbleSeed Greg Wohlwend a crédité les ventes lentes du jeu à la réception critique tiède du titre et à la stigmatisation de sa haute difficulté. Les critiques, a-t-il écrit, considéraient le jeu comme injuste et impitoyablement difficile, comme en témoignent les scores tièdes des principaux sites de jeux. Les joueurs devaient résister à une quantité écrasante d'éléments simultanés et, en tant que tels, peu ont atteint la fin de la partie. La mise à jour "4 Peaks" a ajouté quatre nouvelles zones de jeu et capacités pour simplifier le jeu, comme la réduction des dégâts en tombant dans les trous ou l'augmentation de la furtivité à proximité des ennemis. Il était peu probable que le jeu récupère ses coûts, a écrit Wohlwend, et il était douteux que la mise à jour change ce cap, mais il se sentait fier de leurs efforts de développement et considérait la mise à jour comme une thérapie. La mise à jour de juin 2017 a été publiée pour Windows et était prévue pour les consoles peu de temps après. 